# Буланже, Никола Антуан
Никола́ Антуа́н Буланже́ (фр. Nicolas Antoine Boulanger, 11 ноября 1722 — 16 сентября 1759) — французский философ и историк древности, полиглот.

## Биография
В 1758 году Буланже из-за слабого здоровья оставил свою профессию строителя дорог и мостов и ринулся как дилетант и самоучка исследовать доисторические времена, овладев по очереди необходимыми для этого древними языками и уподобившись, по словам одного из его друзей, шелковичному червю, который прядёт кокон и обматывает всё своими нитями. Возможно, он знал труд Вико и благодаря ему обратил внимание на влияние чудовищных природных катастроф доисторических времён на формирование человечества в те эпохи. Вполне в стиле Вико был и высказанный Буланже в его первой, выпущенной анонимно и уже посмертно работе «Исследования о происхождении восточного деспотизма» (Recherches sur l’origine du despotisme oriental, 1761) методический принцип, в соответствии с которым старину надо познавать, основываясь не на лживых рассказах историографов последующих времён, а на обычаях той эпохи. Но его напоминающая о Руссо вера в изначальное добро и разумность первобытного человека сразу же опошлила обретённые им идеи, так что ненавистный восточный деспотизм предстал перед исследователем как продукт вырождения теократии, а та, в свою очередь, как извращение добрых представлений о вере и институтов, которые люди создали для себя после упоминавшихся природных катастроф.
Но всемирный потоп не давал покоя фантазии Буланже. Во второй своей работе, вышедшей посмертно, — «Античность, освобождённая от покровов, по её обычаям» (L’Antiquité dévoilée parses usages), 1766, исследователь с совершенно новой стороны осветил значение этого катаклизма для исторической жизни человечества. Инженер-дорожник, он обратил внимание на изменения поверхности Земли, объяснил их потопом и усматривал теперь воздействия этого чудовищного события в потрясённом образе мышления испуганных людей, в ужасе и страхе, которые с тех пор наложили свой отпечаток на религии, нравы и государственные институты вплоть до мелочей, да так, что эти последствия сказываются и сегодня, например, в монашеской аскезе, хотя причины, вызвавшие такой образ жизни, давно забылись. Чтобы доказать свой тезис, Буланже собрал громадное количество материалов о религиозных ритуалах, так или иначе относившихся к воде. Он хотел освободить человечество от многовековых страхов, под властью которых оно жило, а для этого показать давно преодолённые причины такой боязни.
Подлинная история, говорил Буланже, скрыта за занавесом времён. Он на одном дыхании стремился доказать допотопное происхождение определённых вещей и их продолжающуюся жизнь в изменении образов, пытался дать не только историю мнений, но и породивших их душевных установок, хотел проникнуть в сущность действительного человека доисторической эпохи.